# ルパン三世 THE FIRST
『ルパン三世 THE FIRST』（ルパンさんせい ザ・ファースト、英：Lupin III: The First）は、2019年12月6日に公開されたモンキー・パンチ原作のアニメ『ルパン三世』の劇場映画第10作。監督・脚本は山崎貴。キャッチコピーは「さぁ、はじめようぜ。」「すべてを盗め。」。

## 概要
本作は、シリーズ初のフル3DCGアニメーション作品として製作された。また、海外展開を大きく視野に入れて企画が行われている。
原作者のモンキー・パンチは、かねてから『ルパン三世』の3DCGアニメーション化の構想を持っており、その夢を実現すべく企画が動き出したため、2018年に「ずっと待ち望んでいた」、「新しい感覚がいっぱいつまったルパンになりそうで、どんな作品になるか想像するだけで、今からワクワクしています」とコメントしていた。だが、本作の完成を見ることなく、パンチは2019年4月11日に死去。本編終了後のクレジットでは最初に、パンチが生前の2017年7月に遺した「これからもルパンを世界に向けて、いろんな冒険をさせたいと思います。」という言葉が追悼テロップとして添えられた。
『ルパン三世』の劇場版全国上映作品としては、単独では1996年公開の『ルパン三世 DEAD OR ALIVE』以来23年ぶりで、さらに『名探偵コナン』とコラボした2013年公開の『ルパン三世VS名探偵コナン THE MOVIE』以来6年ぶりである。そして、ルパン三世の関連劇場作品としては同年5月に一部劇場で限定上映された『LUPIN THE IIIRD 峰不二子の嘘』に次ぐもので、同年中にアニメ版『ルパン三世』の新作映画が2本公開されるのは今回が初めてとなる。
ストーリーは、ルパン一世であるアルセーヌ・ルパンも盗み出すことができず、第二次世界大戦中にはナチスがその行方を追い求めたという伝説のお宝「ブレッソン・ダイアリー」に挑むルパン達の活躍を描いている。また、時代設定は1960年代後半となっており、その理由について監督の山崎貴は、原作が描かれた時代でルパンが本来持っているロマンに合致すると思ったことや「ルパンにハイテクは似合わない」という考えを持つこと、第二次世界大戦の頃に使われた飛行機などのガジェットを出せることを挙げている。
本作では、最初に『ルパン三世』と聞いて思いつくシーンをピックアップしそれを物語に組み込んでいることから、"ルパンダイブ"などのお色気要素を除き、意図的に過去作のオマージュが多く取り入れられてある。本作のルパンのジャケットの色は赤で、ネクタイは黄色、シャツ・パンツは黒と『ルパン三世 ルパンVS複製人間』に近いカラーリングとなり、五右エ門の衣装デザインは、TV第1シリーズに準じている。また、次元はジャケットの下にベストも着用しているほか、顎だけでなく鼻の下にも髭を生やしている。
サブタイトルの「THE FIRST」は、「3DCGルパンの初お披露目」「世界で一番になるんだ!という願い」「ルパン一世にまつわる物語」という意味を込め、スタッフで話し合って決めたものだという。
これまで、山崎が監督を務めてきた映画作品には制作会社のROBOTが携わってきたが、今作は一切関わっていない。
本編内ではルパンたちがカップヌードルを食べるシーンが登場している。
劇場映画としては、第1作『ルパン三世 ルパンVS複製人間』から出演し続けた小林清志が次元大介を演じる最後の作品となった。次回作『LUPIN THE IIIRD THE MOVIE 不死身の血族』からは大塚明夫が次元を演じることとなる。ただし、同作『不死身の血族』の冒頭部分は、『LUPIN THE IIIRD 次元大介の墓標』などの過去作品の映像を使用しているため、小林清志の名前もクレジットされており、こちらを最後の作品ととることもできる。

### 製作
監督の山崎貴によると、自身が好きな作品である『ルパン三世 カリオストロの城』を強く意識して製作にあたっており、公開後に「いろいろな点で、『カリオストロの城』から逃げようとしていたんですが、どうしても、"カリオストロ愛"が漏れでてしまいました（笑）」と語っている。また、本作の色彩は山崎の希望でバンド・デシネを意識したものとなっている。
脚本作りには、長編の邦画では初となるハリウッド映画の手法が採用された。山崎が描いたラフな絵コンテからアーティスト達がそれをストーリーボード（原画）に起こし、音楽や台詞も入れた上でストーリーリールを作成。それを関係者らに上映し意見交換をしてストーリー修正を行うことを何度か繰り返し、現在の脚本が完成したという。
音楽では『TV第2シリーズ』からほぼすべての作品で音楽を手掛けている大野雄二が参加し、劇場用としてテレビ版よりゴージャスにしたと述べている。3D作品自体に関わるのが初めてであった大野は、印象に残ったこととして、3D作品は製作期間が長くかなり早くから製作が開始されていたことを挙げ、音楽も2019年1月には収録を行っていたという。その際には、まだかなりカクカクした動きであったが、完成版は滑らかな動きだったことも印象に残ったこととして挙げている。また、大野は「ルパン三世は最高のマンネリ」と語った上で、「爪痕はお客さんが感じて残すもの」「ルパンのような作品は、監督が『爪痕を残す』という考えで作ってはダメ。そういう人は、お客さんのことを考えていないと思う」と述べ、監督の山崎について「山崎さんは、ルパンの作り方に対して気を遣ってくれていた」「みんなが求めているルパンを作るということに関して、流石な人」と評価している。
本作では台詞の声に合わせてCGアニメを製作するプレスコ方式が採用されており、収録は公開の約2年前に行われている。また、2019年6月にはアフレコで追加収録も行われた。

## あらすじ
第二次大戦時のフランス。考古学の権威であるブレッソン教授は、ある日記とブローチを娘と婿、孫娘に託し、逃亡させた。そしてブレッソンは自宅に侵入してきたナチス兵の凶弾に倒れたのであった。逃亡に成功した夫婦もすれ違ったナチスの車による激しい攻撃を受け、最後はトラックと衝突し夫婦は事故死してしまうが孫娘だけは奇跡的に生還。そしてナチスの車に乗っていたランベールも事故に巻き込まれ足を負傷しながらも孫娘が持っていたブローチを奪ってその場から逃走した。
時が流れ、十数年後のフランス。とある博物館で開催されている「ブレッソン回顧展」において、"ブレッソン・ダイアリー"が披露された。しかしその直後、警備員から「ブレッソン・ダイアリーをいただく」という内容のルパン三世の犯行予告状が届いた。そのため、日記を安全な場所に移されることになり、警備員が日記を持ち出そうとした時、警備員の一人であったレティシアがその警備員の異変に気づき、取り押さえた。慌てて走ってきたにもかかわらず、汗を全くかいていなかったのである。予告状を持ってきた警備員はルパンの変装だったのだ。レティシアの通報によりすぐさま駆けつけた銭形がルパンを取り押さえようとしたが、取り逃してしまう。一方で、警備員と一緒に日記を持ち出したレティシアは隠し持っていた睡眠ガスで警備員を気絶させた。実はレティシアは日記を狙って警備員になりすまして侵入していたのである。日記を手に入れたレティシアは屋上に身を潜めていたが、先回りしていたルパンに日記を奪い返されてしまった。しかしルパンもヘリコプターに乗って来た不二子にまんまと日記を奪われ、駆けつけた銭形ら警察に逮捕されてしまう。ルパンと銭形との騒動に乗じて逃走したレティシアはトランシーバーでランベールに日記の入手に失敗したことを報告するが、バックアップとして用意しておいた不二子が入手に成功したこと、例の約束はなかったことにすることを告げられ、落胆する。
銭形に逮捕されたルパンは、助けに来た次元と五ェ門の活躍により脱出に成功し、日記の奪還を目指すも、次元と五ェ門が協力を拒否したため、単独で行動することとなり、レティシアの自宅へ向かった。一方でルパンから日記を奪った不二子はランベールに日記を渡し、報酬を受けとろうとしたが、トランクに仕掛けておいた盗聴器をゲラルトに見破られ、拘束されてしまう。日記を手に入れたランベールはブローチに隠されていた鍵を使って日記の鍵穴に差し込んだが、鍵は開かなかった。実は鍵は2つ存在し、その2つを組み合わせる必要があった。
レティシアの自宅に侵入したルパンは、レティシアが考古学を学んでいることを知り、自分が"エクリプス"と呼ばれるお宝を狙っていること、レティシアが所持しているブローチと同じ型の物を所持していることを教える。レティシアは着替えの最中にルパンが現れたこと、ルパンが同じ型のブローチを持っており、鍵は2つ存在することを密告した。ランベールは例の約束をネタにルパンを自分の元へ連れてくることをレティシアに指示した。レティシアは自分が持っている情報と引き換えにルパンに協力を呼びかけ、ルパンはこれを承諾。ランベールらが乗っている飛行艇と接触する連絡船に忍び込み、飛行艇に潜入した。そして艇内の金庫をあっさりと破り、中に保管してあった日記を手に入れたルパンは日記に触れた途端、昔触れたことがあるような懐かしい感覚を感じる。日記を開くにはアルファベット8文字から成るパスワードを入れる必要があり、一度鍵を差し込むと時限装置が作動し、60秒以内にパスワードを入れなければ爆発してしまう。レティシアが誤って鍵を差し込んでしまい、一度は窮地に陥ったルパンだが、なんとか解錠に成功する。日記の中身はブレッソンが無限エネルギー発生装置である"エクリプス"に関する情報を古代ヘブライ語、アッカド語など様々な言語で記した手帳であった。ルパンが手帳を読んでいる隙にレティシアはルパンに銃口を向けるも、ルパンは予め弾を抜いており、「泥棒は嫌々やるもんじゃない」と改めて釘をさす。さらにレティシアから密告を受けていたランベール達も現場に駆けつけ、ルパンはハンスに拘束されてしまう。レティシアはランベールに約束通りルパンを連れてきたため、例の約束の件を改めてお願いした。レティシアは考古学の最高学府であるボストン大学の考古学部への進学を目指しており、計画が上手くいったあかつきには、受験を許可するという約束をランベールと交わしていたのだ。ランベールは「恩知らず」と激怒したものの、レティシアの成長を喜び、「全てが上手くいったらボストン大学でもどこでも受験するといい」と受験を許可した。しかしレティシアと入れ替わりで部屋に入ってきたゲラルトに、自分達が高く評価していた論文がレティシアが執筆した論文の盗作であったことを指摘され、「あの娘に感謝した方がいいのではないか」と告げられたことにランベールは悔しさを滲ませる。
一方、拘束されたルパンは同じく拘束されていた不二子と再会。不二子は持ち前の色気で兵士を誘惑し瞬く間に制圧、置いてあった飛行機で脱出に成功する。またルパンから日記を奪ったランベールは日記の内容を読み解き、ゲラルトの口からアドルフ・ヒトラーが南米へ逃れて生存している可能性があることを知る。ゲラルトはエクリプスを手に入れてヒトラーに献上することで、第三帝国の復活を狙っていたのである。しかしその話をレティシアに聞かれ、かつてランベールがナチスの研究機関であったアーネンエルベに所属していたことを突き止められる。ゲラルトはレティシアを始末しようとするが、間一髪でルパンと不二子に助けられる。さらに不二子から情報を得た次元と五ェ門も現場に駆けつけたが、飛行艇に車を爆破されてしまう。ルパンは飛行艇を追いかけるために、仕方なく銭形に自分の居場所を通報し呼びつけ、車の破片で作ったルパンの人形に食いついている隙にICPOのヘリコプターを奪ったが、銭形だけ付いてきてしまった。一度は協力を拒んだ銭形であったが、レティシアに懇願され、協力することとなった。ヘリコプターの給油のために立ち寄った海上油田で、ルパンは日記のキーワードがレティシアの名前であったことから、彼女の祖父がブレッソンであったこと、ブレッソンに研究資金を提供していたパートナーがルパン一世であったことをレティシアに告げる。
エクリプス遺跡に到着したゲラルト達は遺跡の入り口を塞いでいた岩を銃で破壊して奥へ進み、部屋に辿り着いた。ランベールはハンスに先に行くように指示し、ハンスは奥の部屋へ進もうとしたが、仕掛けられたトラップによって押し潰されてしまった。ゲラルトは日記無しで遺跡の攻略は不可能と判断し、一度飛行機の墜落現場へ引き上げることにした。それと同時に遺跡に到着したルパン達は、日記に書かれている事柄をヒントに、第一、第二の試練を突破していく。そして最後の試練である「死の回廊」の奥に切り刻まれたルパン一世の帽子が横たわっていた。これを見たルパンは次元から帽子を奪い取って回廊の中へ投げ入れ、レーザーの発射音と位置を見抜いた上で腕時計からワイヤーを射出し、奥へと進んでいく。途中でレーザーにワイヤーを弾かれてしまうも、回廊の天井に突き刺さっていたルパン一世のステッキを使って窮地を脱し、無事に回廊を渡りきった。試練を突破したルパンは奥の部屋にあるエクリプスの装置を発見するも、待ち伏せていたランベール達に制圧され、レティシアを連れ去られた上、エクリプスを奪われてしまう。
エクリプスを解放したランベールは兵器を起動させると、それはマイクロブラックホールの類であり、地上へ落とされると瞬く間に辺りの地表を飲み込んでいった。強大な力を得たランベールであったが、そんな彼をレティシアは批判的な眼差しで見つめる。彼女の態度に腹を立てたランベールはアーネン・エルベの本部ごとベルリンを吹き飛ばし、世界の王になることを述べるが、これに激怒したゲラルトによって射殺されてしまう。するとアーネン・エルベの本部からゲラルドへ「総統（ヒトラー）の生存が正式に確認された」との通信が入り、ゲラルトはアーネン・エルベの南米支部へ向かう。そこで待っていたのは車椅子に乗ったヒトラーとその部下であった。ゲラルトはヒトラーにエクリプスを紹介し、所持していたナチスの名銃モーゼルc96を手渡そうとしたその時、咄嗟に銃を奪ったレティシアがヒトラーに銃口を向けた上で「この世界をどうしたいのか」と問い、これに対してヒトラーは「私は選ばれた人間による美しい世界を作りたいだけだ」と答えた。その直後、ゲラルトによって取り押さえられたレティシアはヒトラーの部下によって連れて行かれた。
エクリプスに搭乗したゲラルトはヒトラーに操作方法を教えた。すると車椅子に乗っていたはずのヒトラーが急に立ち上がり始めた。またレティシアに銃口を向けていたヒトラーの部下も銃を下ろした。その正体は次元であり、南米支部は既に銭形達によって制圧されていた。また、ヒトラーの正体は変装していたルパンであり、ゲラルトが所持していたヒトラーの写真もICPOがナチスの残党の反応を見るために流した偽物であったことをルパンが告げる。これに激怒したゲラルトはルパンに襲いかかるも、ルパンは兵器を起動し、飛行艇内にマイクロブラックホールを発生させた。ルパンはその混乱に乗じてパラシュートで逃亡しようとしたが、ゲラルトに取り押さえられ、取っ組み合いの末、ゲラルトはブラックホールに飲み込まれる。第一の試練をクリアした後も懐にしまっていた目玉を使いかろうじて脱出したルパンは宝物庫から大量の金品を盗み出した不二子と遭遇。さらに次元から銭形が追いかけてくることを告げられ、レティシアに別れの言葉とボストン大学からの招待状を手渡し、「5年後にまた会おうぜ」と告げてその場を去った。実はルパンは密かにレティシアの論文を大学に送っていたのである。別れの言葉を告げるレティシアを背に、ルパン達はいつものように追いかけてくる銭形から逃げるのであった。

## 登場人物

### メインキャラクター
ルパン三世
声 -  栗田貫一
かの名高き怪盗アルセーヌ・ルパンの孫で、自らも世界的な大怪盗かつ変装の達人。
祖父のルパン一世が盗めなかったお宝を手に入れるためにレティシアと行動し、エクリプスの謎に迫る。後にこの噂はデマだと判明。ルパン一世こそがブレッソンのパートナーであり、ルパンはブレッソンダイアリーを初めて手にした時の懐かしい感覚と日記の表紙に描かれている花からこの事実を知ることになる。
次元大介
声 - 小林清志
コンバットマグナムを使う射撃の名手でルパンの相棒。
最初はブレッソンダイアリーに記された宝を信じようとしなかったが、不二子から情報を聞き行動を共にする。
石川五ェ門
声 - 浪川大輔
古の大泥棒・石川五ェ門の十三代目。最強の刀「斬鉄剣」を使う居合い抜きの達人。
斬鉄剣が（原作と同じく）流星刀と語られ、これが重要な役割を果たす。
峰不二子
声 - 沢城みゆき
ルパン一味の紅一点で、付かず離れずの存在。時にはルパン達を利用したり、裏切ったりすることも多い。
いつものようにルパンを出し抜くも、欲を張りすぎてゲラルトに捕まってしまう。その後、自力で脱出し、ルパン達と行動する。最後はアーネンエルベのブラジル支部にある宝物庫から金品を盗んで一足先に逃亡した。
銭形警部
声 - 山寺宏一
ルパン一味を追うICPOの捜査官。ルパン専任捜査官であるため、ルパンに関係する事件なら世界中どこでも捜査権が認められている。
ルパンの嘘の自首を信じ、逮捕に向かう最中に乗ってきたヘリを奪われるも食らいついて彼らを追いかけ、ルパンから休戦協定を要求される。最初は大好物のカップ麺に釣られそうになるも断るが、レティシアの美しさに惚れルパン達に協力する。
劇場映画第2作『カリオストロの城』と同様、本作でもルパンから「昭和一桁生まれ」と言われている。

### ゲストキャラクター
レティシア
声 - 広瀬すず
本作のキーパーソンでゲストヒロイン。ブレッソンダイアリーの謎を追う、元孤児の少女。
ランベールの指示でブレッソンダイアリーの奪取を狙っている最中にルパンに出会い、ルパンと共に行動するようになる。
実はブレッソンの孫娘であり、この事実がストーリーに大きく影響していくこととなる。考古学が専門で、知識の豊富さにはルパンも舌を巻く。考古学の最高峰であるボストン大学の入学を希望し、後に自身が執筆した論文をルパンがボストン大学へ送っていたため大学から歓迎され、彼女のもとへ招待状が渡された。
ランベール
声 - 吉田鋼太郎
ブレッソンダイアリーを追い求める秘密組織の研究者。かつてはその優秀さから、アーネンエルベの創立メンバーに選ばれる程の輝かしい過去を持っていた。
かつてブレッソン教授の元へ日記を回収しに向かった際に赤ん坊のレティシアと出会っており、その後、事故で両親を失い養護院に入っていたレティシアを引き取った。
しかし裏でレティシアの論文を盗作しそれをゲラルトに見破られる等、レティシアの才能に危機感を抱いており、ボストン大学の考古学部への進学を目指す彼女に難色を示している。挙句、ブレッソンダイアリーの解錠やエクリプスの試練攻略をルパン一行に丸投げするなど他力本願な面が強い。
その後エクリプスを手に入れ、強大な力を手にするも、レティシアから軽蔑の目で見られたことで激高し、アーネンエルベの本部をベルリンごと吹き飛ばして「世界の王」になることを宣言したが、これに激怒したゲラルトに投げ飛ばされる。上記のようにレティシアを道具としか考えていなかったが、育ての親としての情が無意識にあり、ゲラルトから銃口を向けられたレティシアを反射的に庇い、銃弾を受けて死亡した。
ゲラルト
声 - 藤原竜也
ランベールに指示を出す謎の男。目的の為には手段を選ばない冷徹な性格で、なかなか研究成果を上げられずにいるランベールを軽蔑している。
かつてはナチスに所属しており、第三帝国崩壊後もヒトラーの存命を信じて、エクリプスをヒトラーに献上しようと行動していた。
不二子が仕掛けた盗聴器に気づく程の鋭い洞察力とルパンと互角に渡り合える程の格闘力をあわせ持っており、ランベールを軽々と投げ飛ばしたり、ルパンの首を掴んで持ち上げる等の怪力の持ち主。
ランベールを射殺した後、アーネンエルベ本部からヒトラー存命の報を受けてブラジルにある南米支部へと向かい、ヒトラーと謁見する。その後エクリプスの使用法をヒトラーに説明するが、このヒトラーはルパンの変装であった上に本人は既に死亡し、写真もインターポールが流出した偽装だと告げられたことで激昂し、ルパンを殺そうと襲いかかるが、ルパンにエクリプスの兵器を起動され、先んじて脱出しようとしたルパンを阻止し、ブラックホールへ突き落とそうとするが、次第に足場を無くしていき、最後はブラックホールに吸い込まれて死亡した。その際に冥土の土産として、ルパンからヒトラーの偽装写真を渡された。
ブレッソン
声 - 伊藤和晃
ブレッソンダイアリーを著す等、数多くの功績を残した世界的な考古学者。レティシアの真の祖父であり、彼女の母親の父である。
第二次大戦期に日記とその鍵を娘夫婦に託し、その後訪れたナチスの一行から日記を渡す様に要求されるも、これを拒否して射殺された。
実はかつてルパン一世とパートナー関係にあり、ルパンは初めてブレッソンダイアリーを触れた際に感じた懐かしい感覚や日記の表面にルパンの名とゆかり深いルピナスが彫られていることから、ブレッソンとルパン一世が自分達にエクリプスの謎を解明させようとしたのではと推測した。
ハンス
声 - 平修
ランベールの部下。ルパンや不二子を拘束したり力自慢であったが、遺跡の重力トラップに押し潰されて死亡した。他にも3名の部下が登場し、エクリプス目前までゲラルトとランベールに同行したが、エクリプス発動と同時に崩落する遺跡に置き去りにされた。その後の生死は全員不明。
アドルフ・ヒトラー
声 - 高桑満
実在の人物。かつてナチスの総統として第二次大戦期のドイツを指導した。第三帝国崩壊後に死亡したと思われていたが、ゲラルトはブラジルで撮られたとされる写真から生存していると確信している。写真では当時の面影を残してながらも白髪で車椅子に乗っている。
その後、アーネンエルベ本部から南米支部で正式に生存が確認されたことがゲラルトへ伝えられ、エクリプスを手に入れた彼と対面。ゲラルトからエクリプスの操作方法を教えられるも、実はルパンの変装であり、本部からの報告もルパン達が流した偽の報告であった。
夫（レティシアの父）
声 - 早川毅
妻（レティシアの母）
声 - 和優希
レティシアの両親。母親はブレッソンの娘。
第二次大戦期、ブレッソンから日記を託され、ナチスの追手が来る前に逃走するが、それを察知したランベールに追跡され、最後は交差点で事故を起こして夫婦諸共死亡したが、レティシアは奇跡的に生存した。またこの事故でランベールも左足を負傷しており、それ以降杖をついている。

## 作中用語
ブレッソンダイアリー
謎解きが必要な鍵付きの厳重なケースに保管された、考古学者のブレッソンが遺した日記。
表向きはルパン一世が唯一盗みに失敗した宝と噂されているが、それは孫のルパンに盗ませるためにルパン一世自ら流したデマ情報であった。
日記はブレッソンのパートナーであったルパン一世が制作したケースによって厳重に守られており、鍵を差し込んでから60秒以内にパスワードを入力しなければ、取り付けられている撃鉄が作動し、日記はおろか周囲の人間もろとも爆発してしまう仕掛けになっている。
日記は古代ヘブライ語やスキタイ語、アッカド語など様々な言語で書かれており、遺跡内の試練の突破方法やエクリプスの封印の方法等が記されている。
最後はエクリプスを手にして箍が外れたランベールによって、燃やされた。
エクリプス
超古代文明の遺跡内にある兵器。膨大なエネルギーでマイクロブラックホールを発生させることが出来る。存在する場所へ行くには、通路に仕掛けられたいくつかの試練をクリアする必要がある。
最後はエクリプスを葬り去ろうと考えたルパンが操作してマイクロブラックホールを発生させたことで、ゲラルトや合体していた飛行機共々消滅した。

## スタッフ
- 原作：モンキー・パンチ
- 監督・脚本：山崎貴
- 音楽：大野雄二
- 企画プロデュース：加藤州平、加藤良太
- 製作：竹崎忠、沢桂一、市川南、安岡喜郎、菊川雄士、島村達雄
- エグゼクティブプロデューサー：篠原宏康、伊藤響、阿部秀司
- プロデューサー：野崎康次、北島直明、伊藤武志
- 監督補：波田琢也、中嶌隆史
- アートディレクター：梅田年哉
- CGスーパーバイザー：荒川孝宏
- エディター：高橋友和
- ラインプロデューサー：立川真由美
- 音響監督：清水洋史
- 音響効果：岡瀬晶彦（J.S.A.）
- 配給：東宝
- 制作：トムス・エンタテインメント、マーザ・アニメーションプラネット
- 製作幹事：トムス・エンタテインメント、日本テレビ放送網
- 製作：2019映画「ルパン三世」製作委員会（トムス・エンタテインメント、日本テレビ放送網、東宝、バップ、読売テレビ放送、白組、阿部秀司事務所、札幌テレビ放送、宮城テレビ放送、静岡第一テレビ、中京テレビ放送、広島テレビ放送、福岡放送）

## 主題曲
メインテーマ「THEME FROM LUPIN III 2019」
作曲・編曲 - 大野雄二 / 演奏 - You ＆ Explosion Band
エンディングテーマ「GIFT」
作詞 - 水野良樹 / 作曲・編曲 - 大野雄二 / 演奏 - You ＆ Explosion Band / 歌 - 稲泉りん

## 評価
『ルパン三世 (TV第1シリーズ)』の演出家で原作者のパンチとも親交のあったおおすみ正秋は、自身のツイッターで「作品の仕上がりは悪くない」と評した一方、「内容が予定調和的で、意図的にインパクトを避けているように見え、理解に苦しみました」と厳しい意見も述べている。「ルパン三世という作品は、もともとインパクトを売りにするものであって、映画館にお金と時間と足を使って来るファンはよりインパクトを期待して来る筈」と述べたうえで、制作のトムス・エンタテインメントが「予定調和イコール大衆的」という古い認識に陥っているのではないかと指摘した。
原作者のパンチと交友があったイラストレーターのタッド星谷は、自身のツイッターで「アニメルパンに関しては「原作に忠実に」という作品があってもいいけど、それに拘らないで独自の解釈で面白い物を作ってほしい。マモーもカリ城も小池ルパンも原作に無い話だけど、あれだけ面白いんだし。旧作を思わせるセリフや場面を多発するのはもういい。ああいうのはごく稀にやるからイイんだよ。」「THE FIRSTは絵もイイし悪くなかったんですが、オマージュ大会なので「カリ城が好きなのはもうわかったよ」って思いました。旧作のからの引用を考えるより、未来の作品に引用されるような物を目指してほしいです。」と評している。
『キネマ旬報』の「REVIEW」では、須永貴子・山田耕大・吉田広明がレビューを行った。須永は星を2つとし、「大泥棒が世界を股にかける冒険活劇アニメが3DCGと相性が悪いわけがない」と評しつつ、お宝の秘密があまりにも荒唐無稽で広げた風呂敷のたたみ方が雑と指摘している。また、ルパンの魅力はキャラクター間のベタなやりとりであると再確認したと述べた上で、次元大介演じる小林清志が既に高齢であり、他が代替わりして若いことと違和感があったとしている。吉田も星を2つとし、目玉である3DCGの出来栄えについては褒める一方、内容については既視感がある（特に宮崎の『カリオストロの城』の影響が強すぎる）と指摘しており、せっかくの新機軸だからもっと冒険すべきだったと述べている。これらのネガティブな批評の一方で山田は星を3つとし、ルパン作品を今回初めて見るに等しいと前置きした上で、本作はテンポよく飽きさせず、ご都合展開もかえって気持ちいい、面白かったと評している。
『映画秘宝』の2019年度映画に対するベストテン、ワーストテン（トホホ10）にはどちらも入らなかったが、トホホの個別意見においてはいのうえひでのりが「カリオストロのオマージュというよりできの悪いモノマネ」と評してワースト作品の1つに挙げた。また、高橋ターヤンは同年の山崎の『ドラゴンクエスト ユア・ストーリー』と共に本作をワースト作品に挙げ、山崎に映画を撮らせる奴に中指を立てたいと酷評した。快楽亭ブラックは、個別コメントは無かったが、本作を2019年度のベスト9位に挙げている。

### 受賞歴
2020年
- 第43回日本アカデミー賞 優秀アニメーション作品賞[25]

## テレビ放送
| 回数 | 番組名          | 放送形態       | 放送日         | 放送時間    | 放送分数 | 平均世帯視聴率 | 備考         |
| ---- | --------------- | -------------- | -------------- | ----------- | -------- | -------------- | ------------ |
| 1    | 金曜ロードSHOW! | 本編ノーカット | 2020年11月27日 | 21:00-22:54 | 114分    | 9.1%           | 地上波初放送 |